# غراهام مارش
غراهام مارش (بالإنجليزية: Graham Marsh)‏ هو لاعب غولف أسترالي، ولد في 14 يناير 1944 في كالغورلي في أستراليا.

## وصلات خارجية
- غراهام مارش على موقع رابطة لاعبي الغولف المحترفين (الإنجليزية)
- غراهام مارش على موقع رابطة أوروبا للاعبي الغولف المحترفين (الإنجليزية)
- غراهام مارش على موقع رابطة اليابان للاعبي الغولف المحترفين (الإنجليزية)
- غراهام مارش على موقع التصنيف العالمي الرسمي للغولف (الإنجليزية)